# Mikrovezikulum

Mikrovezikulumok elektronmikroszkópos képe

A mikrovezikulumok, mikrovezikulák (vagy ahogy még hívják őket, keringő mikrovezikulumok vagy mikrorészecskék) a legkülönfélébb sejtekből származó, 100–1000 nm méretű, membránnal körülvett részecskék. Bár a terminológia még nem univerzálisan elfogadott, általában megkülönböztetik őket a kisebb méretű, szintén sejten belül létrejövő extracelluláris vezikulumoktól, az exoszómáktól. A mikrovezikulák szerepet játszanak a sejtek közötti kommunikációban, és képesek a sejtek között mRNS-t, mikroRNS-t és fehérjéket transzportálni. A mikrovezikulumoknak szerepük lehet egyes tumorok zsugorodásában, a tumorok immunszupressziós hatásában, az áttétképződésben, a tumor és a stróma közötti kölcsönhatásokban és az érképződésben, továbbá elsődleges szerepük van a szövetek regenerálódásában. A mikrovezikulák közvetlenül a „szülő” vagy „donor” sejt plazmamembránjából származnak, sejtfelszíni és citoplazmatikus fehérjemintázatuk a donor sejtre jellemző. A mikrovezikulák kibocsátása arra is alkalmat ad, hogy a sejt eltávolítsa magából a rossz konformációjú (misfolded) fehérjéket, citotoxikus ágenseket és a metabolikus hulladékokat.
A testnedvekben eltérő eredetű, nagy mennyiségű mikrovezikula kering, melyek ismereteink szerint számos fiziológiás és patológiás folyamatban fontos szerepet játszanak.
Napjainkban az intercelluláris kommunikáció fontos résztvevőiként tartják őket számon. Pontos szerepük tisztázása a jövőben számos új lehetőséget nyithat a biomarkerként történő felhasználástól a terápiás célpontként történő alkalmazásig.

## Mikrovezikula-források
A donorsejt típusa szerint csoportosíthatók a mikrovezikulumok. A keringésben főként vérlemezke-eredetű mikrovezikulumok mutathatók ki, de jelen vannak megakariocita, monocita, leukocita, neutrofil granulocita és endotél eredetű mikrovezikulumok is, továbbá tumorsejtekből és a méhlepény sejtjeiből származóak is.
A vérlemezkék (trombociták) fontos szerepet játszanak a véralvadásban: vérrögképződés útján megakadályozzák a vérveszteség kialakulását. Növelik az immunválaszt CD154 (CD40L) molekulák kiválasztásával. A vérlememezkék gyulladás, fertőzés vagy sérülés esetén aktiválódnak, majd CD154-tartalmú mikrovezikulumokat bocsátanak ki. A CD154-nek létfontosságú szerepe van a T-sejtes immunválasz kialakulásában. A CD154-génkiütött egerek antigén-hatásra válaszul képtelenek IgG, IgE vagy IgA termelésére. A mikrovezikulumok továbbíthatnak prionokat, továbbá CD41- és CXCR4-molekulákat is.
Bár a keringő mikrovezikulumok összetétele és abszolút száma számos, érfalsérüléssel, endotéldiszfunkcióval és következményes atherosclerosissal összefüggésbe
hozható kórfolyamat esetében emelkedést mutat, diagnosztikus és a prognosztikai szerepük
még nem teljesen tisztázott.

## A kibocsátás mechanizmusa
A mikrovezikulumok extracelluláris térbe való ürülésének három mechanizmusát ismerjük. Az első a multivezikuláris testek (késői endoszómák) exocitózisa és exoszómák kialakulása. A második a mikrovezikulumok közvetlen kibocsátása a plazmamembránból. Az utolsó pedig a sejthalál, ami az apoptikus sejtek zeiózisához (blebbing) vezet. Ezek a folyamatok mind energiát igényelnek.
Normál élettani feltételek mellett a sejtek plazmamembránjában aszimmetrikus a foszfolipidek eloszlása. Az aminofoszfolipidek, a foszfatidilszerin és a foszfatidil-etanolamin specifikusan a membrán belső rétegében szekvesztrálódnak. A lipidmembránok között a lipidek mozgatását három foszfolipidpumpa végzi el: egy befelé mozgató pumpa vagy flippáz; egy kifelé mozgató pumpa vagy floppáz; és egy lipid-szkrambláz, ami a membránok között bármilyen irányba képes elvégezni a lipidek mozgatását.
A sejtek ingerlésekor, az apoptózist beleértve, a citoszol Ca2+-koncentrációja megnő, kiváltva a plazmamembrán foszfolipid-aszimmetriájának elvesztését, ezzel növelve a foszfatidil-szerin-kitettséget és tranziens foszfolipid-egyensúlytalanságot okozva a külső membrán javára és a belső membrán kárára, ami a plazmamembrán bimbózásához és mikrovezikulumok kibocsátásához vezet.

## Mikrovezikulumok és daganatok kapcsolata
Független kutatások igazolták, hogy az egészséges szövetek sejtjeiből származó mikrovezikulumok, vagy az ezekből származó miRNS-ek felhasználásával vissza lehetett fordítani a daganat növekedését preklinikai rákmodellekben, így hasznosnak bizonyulhatnak a kemoterápia kiegészítőjeként.
Megfordítva, a tumorsejtekből származó mikrovezikulumok szerepet játszanak a rákfehérjék transzportjában és a mikroRNS-nek a környező egészséges szövetekbe juttatásában. Olyan módon változtatják meg az egészséges sejtek fenotípusát, hogy a tumor számára kedvező környezetet teremtsen. A mikrovezikulumok fontos tényezők a daganatokat tápláló új véredények kialakulásában (angiogenezis) és a metalloproteázok jelenléte következtében fellépő mátrixdegradációban. Közük van továbbá a szabályozó (szupresszor) T-limfociták funkciójának felerősítéséhez és a citotoxikus (killer) limfociták apoptózisának kiváltásához, mivel a tumorsejt által kibocsátott mikrovezikulumok Fas-ligandumot és TRAIL-t tartalmaznak. Megakadályozzák a monociták dendritikus sejtekké történő differenciálódását. 
A tumor-mikrovezikulumok hordozhatnak tumorantigéneket is, így akár tumorvakcinák kifejlesztésére is felhasználhatók. A testfolyadékokban keringő miRNS-ek és DNS-szegmensek pedig a tumordiagnosztikában felhasznható markerekké válhatnak.

## Mikrovezikulumok és az intercelluláris kommunikáció
A tudósok aktívan kutatják azt a szerepet, amit az exoszómák a sejtek közötti jelzőrendszerben tölthetnek be; feltételezik, hogy az exoszómák, képesek lévén egyesülni távoli sejtekkel és tartalmukat beléjük üríteni, így képesek a távoli sejtekben zajló folyamatok befolyásolására. Például az egyik sejtből a másikba átjuttatott RNS (exoszomális „shuttle” RNS, esRNA) potenciálisan megváltoztathatja a fogadó sejt fehérjetermelését. A sejtek közötti molekulák transzportjával az immunrendszer egyes sejtjeiből, így a dendritikus sejtekből és B-limfocitákból származó exoszómák szerepet játszhatnak az adaptív immunválasz közvetítésében a patogének és tumorok irányába.
Megfordítva, az exoszómák termelését és tartalmukat befolyásolhatják a kiindulási sejtből kapott molekuláris szignálok. Ezt az elképzelést igazolni látszik, hogy a hipoxiának kitett tumorsejtek megnövelt érképző és metasztázisképző képességgel rendelkező exoszómákat bocsátanak ki, ami arra utal, hogy a tumorsejtek az oxigénszegény mikrokörnyezethez úgy alkalmazkodnak, hogy exoszómákat választanak ki az érképződés vagy a számukra kedvezőbb környezetbe történő áttétképződés elősegítésére.
Jelenleg nem ismert az a mechanizmus, amivel a mikrovezikulumok kiváltják a sejtközötti kommunikációt. A lehetséges mechanizmusok között tartják számon a parakrin átvitelt, a sejtekkel való fuzionálást és a fagocitózist.

## Mikrovezikulumok és a reumatoid artritisz kapcsolata
A reumatoid artritisz krónikus szisztematikus autoimmun betegség, amit az ízületek gyulladása jellemez. Korai stádiumában nagy számban vannak jelen az ízületi folyadékban a gyulladást elősegítő (proinflammatorikus) IL-17A, IL-17F, TNF, IL-21 és IL-22 citokineket termelő Th17-sejtek. A szabályozó (szupresszor) T-limfociták csak korlátozott mértékben képesek kontrollálni ezeket a sejteket. A betegség késői stádiumában a gyulladás kiterjedtsége korrelál az aktivált makrofágok számával, melyek képesek hozzájárulni az ízület gyulladásához, a csont és az porc elpusztításához azáltal, hogy csontlebontó sejtté (oszteoklaszttá) transzformálódnak. A neutrofil granulociták által szintetizált reaktív oxigénszármazékok (ROS), proteázok és prosztaglandinok mennyisége megnövekszik. A vérlemezkék aktiválódnak a GPVI kollagénreceptor által, ezzel stimulálva a vérlemezkék citoplazmamembránjából a mikrovezikula-kibocsátást. Ezeknek a mikrorészecskéknek magas szintje mérhető az ízületi folyadékban, és elősegítik az ízület gyulladását a proinflammatorikus citokin IL-1 transzportjával.

## Mikrovezikulumok vizsgálata
A mikrovezikulumok izolációját sejtmentes biológiai mintákból, leggyakrabban ultracentrifugálás módszerével végzik. A tisztított (izolált) mikrovezikulumokat elektronmikroszkópiával lehet láthatóvá tenni. Számuk és méretbeli megoszlásuk tanulmányozását az áramlási citometria módszerei teszik lehetővé, ismert számú, standard méretű plasztikgyöngy felhasználásával. Sejtfelszíni fehérjemintázatuk immunfenotipizálással történő azonosítása lehetővé teszi eredetük meghatározását, de hozzásegít a funkcionális jellemzésükhöz és célsejtjeik azonosításához is. Az izolált mikrovezikulumok által közvetített biológiai hatások vizsgálatára leggyakrabban in vitro sejtkultúrákat használnak fel.

## Terminológia
A mikrovezikulumok nevezik még exoszómáknak, epididimoszómáknak, argoszómáknak, exoszóma-szerű vezikulumoknak, mikrorészecskéknek, promininoszómáknak, prosztaszómáknak, dexoszómáknak, texoszómáknak, archeoszómáknak és onkoszómáknak is. Ez a terminológiai zavar ahhoz vezetett, hogy a tipikus exoszóma-preparátumokat gyakran mikrovezikulumként címkéznek meg és viszont.

## Fordítás
- Ez a szócikk részben vagy egészben a Microvesicles című angol Wikipédia-szócikk ezen változatának fordításán alapul.  Az eredeti cikk szerkesztőit annak laptörténete sorolja fel. Ez a jelzés csupán a megfogalmazás eredetét és a szerzői jogokat jelzi, nem szolgál a cikkben szereplő információk forrásmegjelöléseként.